# 1580 en littérature
| Années de la littérature : 1577 - 1578 - 1579 - 1580 - 1581 - 1582 - 1583    |
| Décennies de la littérature : 1550 - 1560 - 1570 - 1580 - 1590 - 1600 - 1610 |

Cet article présente les faits marquants de l'année 1580 en littérature.

## Événements
- 17 février : fin de la rédaction de L'Histoire véridique de la Conquête de la Nouvelle Espagne par Bernal Díaz del Castillo[1].
- 22 juin-30 novembre 1581 : Michel de Montaigne part en voyage en Allemagne et en Italie en passant par le Tyrol, en partie pour des raisons de santé ; il se rend dans plusieurs villes d'eau pour se soigner de la gravelle[2].
- Août : le poète Edmund Spenser est nommé secrétaire auprès d’Arthur Grey, Lord-lieutenant d’Irlande, à Dublin[3].

- Huit imprimeries à Cracovie vers 1580. Les premiers imprimeurs sont des Allemands, comme Florian Ungler (en) , Hieronymus Vietor (en) et les frères Szarffenberg (en)[4].
- Les Elzevier, imprimeurs à Leyde, impriment plus de 2000 titres entre 1580 et 1652[5].

## Parutions

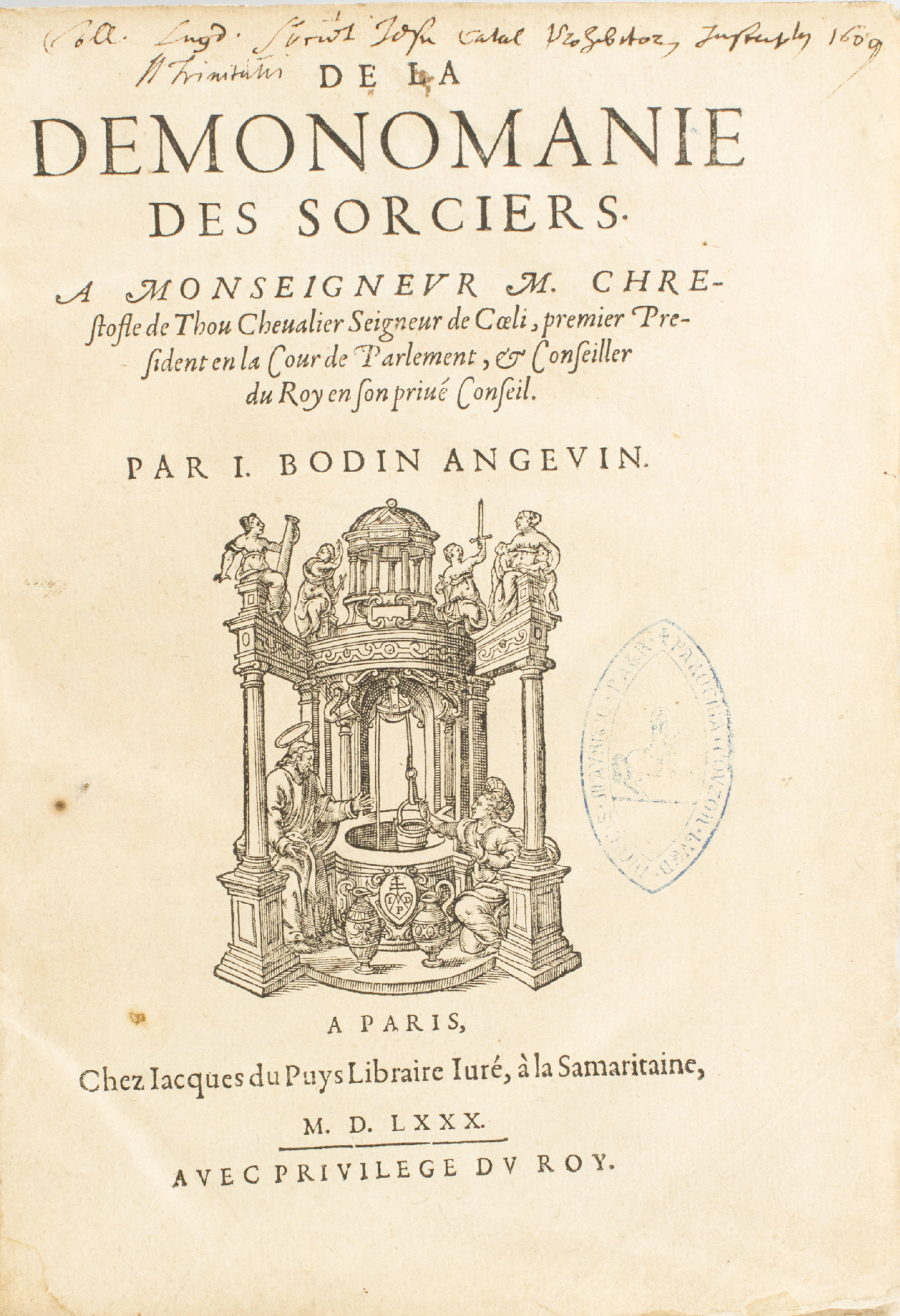
Page de garde du livre de Jean Bodin, De la démonomanie des sorciers.

- 1er mars : Michel de Montaigne rédige l'avis au lecteur des deux premiers livres de ses Essais, publié chez Simon Millanges à Bordeaux ; le texte est enrichi et complété jusqu'à la mort de l'auteur en 1592[6].
- 12 juillet : publication de la Bible d’Ostrog, traduction en slavon de la Bible, avant une seconde version corrigée le 12 août 1581[7].

- De la démonomanie des sorciers (en français), de Jean Bodin, qui soutient l'existence des sorciers (épitre dédicatoire à Christophe de Thou datée de Laon le 20 décembre 1579)[8].
- Exposition sur l'Apocalypse (en latin), de Jacques Brocard, ouvrage imprimé à Leyde[9].

- Zelauto : The Fountain of Fame , roman d'Anthony Munday, publié à Londres par John Charlewood (en)[10].
- Lettere familiari a diversi , recueil de poème de Veronica Franco dédié au cardinal Luigi d'Este[11].

## Théâtre
- Mars (nouveau style) : Richardus Tertius, drame en latin composé par Thomas Legge sur le modèle des pièces de Sénèque est représenté pour la première fois au St John's College à Cambridge[12].

- Holopherne, tragédie d'Adrien d'Amboise, publiée chez à Paris Abel L'Angelier[13].
- Antigone ou la piété, tragédie de Robert Garnier, publiée à Paris par Mamert Patisson et Robert Estienne[13].

## Naissances
- 18 avril : baptême de Thomas Middleton, dramaturge et poète anglais († 1627).

- Ling Mengchu, écrivain chinois, conteur et éditeur de la Dynastie Ming († 1644).

## Décès
- 22 juin : Hernando de Acuña, poète espagnol de la Renaissance, né en 1520.

- Vers 1580 : John Heywood, poète, dramaturge et aphoriste anglais, né en 1497.